# Pyłypo-Koszara
Pyłypo-Koszara (ukr. Пилипо-Кошара) – wieś na Ukrainie, w obwodzie żytomierskim, w rejonie żytomierskim. W 2001 liczyła 343 mieszkańców, spośród których 335 posługiwało się językiem ukraińskim, 7 rosyjskim, a 1 mołdawskim.